# Майерник, Гленн
Гленн «Муч» Ма́йерник (англ. Glenn "Mooch" Myernick; 29 декабря 1954, Трентон — 9 октября 2006, Торнтон) — американский футболист и футбольный тренер. Член Национального зала славы футбола США (включён в 2015 году).

## Биография

### Футбол в колледжах
Майерник обучался в Общественном колледже округа Мерсер, где играл в футбольной команде на позиции полузащитника в 1973 году.
Майерник окончил Хартуик-колледж со степенью бакалавра искусств по социологии. Выступая в Национальной ассоциации студенческого спорта, дважды включался в символические всеамериканские сборные — в 1974 и 1976 годах. Также в 1976 году он удостоился «Херманн Трофи», награды лучшему игроку студенческого футбола США.

### Клубная карьера
12 января 1977 года на драфте колледжей Североамериканской футбольной лиги Майерник был выбран под общим первым номером клубом «Даллас Торнадо». Клуб подписал контракт с ним 10 февраля 1977 года. Условия контракта не были раскрыты, но по словам генерального менеджера «Торнадо» зарплата Майерника являлась самой высокой для новичка-американца в истории лиги. В «Далласе» он провёл три сезона.
Выступал за шоубольную команду «Уичито Уингз» в Major Indoor Soccer League в сезоне 1979/80.
В декабре 1979 года «Даллас Торнадо» обменял Майерника «Портленд Тимберс» на денежные средства и изменение в позиции драфта. Сезон 1980 он начал в качестве основного игрока защиты, но, сыграв в пяти матчах, получил травму колена, из-за чего пропустил большую часть года. Старт сезона 1981 пропустил из-за травмы паха, полученной во время выступлений за шоубольный состав клуба. По итогам сезона 1982, в котором сыграл 31 матч, отметившись пятью результативными передачами, Майерник был признан самым ценным игроком «Тимберс».
В октябре 1982 года, после того как владелец ликвидировал «Портленд Тимберс», на драфте расформирования NASL Майерник был выбран клубом «Тампа-Бэй Раудис». В «Раудис» провёл два сезона до закрытия NASL. Также выступал за шоубольный состав клуба.

### Карьера в сборной
За сборную США Майерник сыграл 10 матчей с 1977 по 1979 год. В 1978 году был капитаном команды. Также сыграл четыре матча за олимпийскую сборную в отборочном турнире к Олимпийским играм 1976. Майерник был в составе команды США на Панамериканских играх 1975.
| Статистика | Статистика       | Статистика                               | Статистика | Статистика | Статистика | Статистика        |
| №          | Дата             | Место проведения                         | Соперник   | Счёт       | Голы       | Соревнование      |
| ---------- | ---------------- | ---------------------------------------- | ---------- | ---------- | ---------- | ----------------- |
| 1          | 15 сентября 1977 | «Кускатлан», Сан-Сальвадор, Сальвадор    | Сальвадор  | 2:1        | —          | Товарищеский матч |
| 2          | 25 сентября 1977 | «Матео Флорес», Гватемала, Гватемала     | Гватемала  | 0:2        | —          | Товарищеский матч |
| 3          | 30 сентября 1977 | Монтерей-Парк, США                       | Сальвадор  | 0:0        | —          | Товарищеский матч |
| 4          | 16 октября 1977  | «Кэндлстик Парк», Сан-Франциско, США     | Китай      | 2:1        | —          | Товарищеский матч |
| 5          | 3 сентября 1978  | «Лёйгартальсвётлюр», Рейкьявик, Исландия | Исландия   | 0:0        | —          | Товарищеский матч |
| 6          | 6 сентября 1978  | «Алльменд», Люцерн, Швейцария            | Швейцария  | 0:2        | —          | Товарищеский матч |
| 7          | 20 сентября 1978 | «Бонфин», Сетубал, Португалия            | Португалия | 0:1        | —          | Товарищеский матч |
| 8          | 3 февраля 1979   | Сиэтл, США                               | СССР       | 1:3        | —          | Товарищеский матч |
| 9          | 11 февраля 1979  | «Кэндлстик Парк», Сан-Франциско, США     | СССР       | 1:4        | —          | Товарищеский матч |
| 10         | 2 мая 1979       | «Джайентс Стэдиум», Ист-Ратерфорд, США   | Франция    | 0:6        | —          | Товарищеский матч |

### Карьера тренера
Завершив игровую карьеру, в 1985 году Майерник стал ассистентом главного тренера в футбольной команде Университета Тампы. С 1986 по 1989 год работал ассистентом главного тренера в футбольной команде своей альма-матер — Хартуик-колледжа. С 1989 по 1993 год был ассистентом главного тренера в сборной США до 20 лет.
С 1993 по 1995 год Майерник был главным тренером сборной США до 17 лет. Под его руководством сборная прошла на юношеский чемпионат мира 1995, но там проиграла все три матча.
В 1995—1996 годах Майерник ассистировал Брюсу Арене в сборной США до 23 лет.
19 ноября 1996 года Майерник был назначен главным тренером клуба MLS «Колорадо Рэпидз». В сезоне 1997 «Рэпидз» дошли до финала Кубка MLS, где проиграли «Ди Си Юнайтед». В последующие три сезона клуб продолжил выходить в плей-офф, но ни разу не смог преодолеть первый раунд. Также «Рэпидз» дошли до финала Открытого кубка США 1999, где проиграли клубу из второго дивизиона «Рочестер Рейджинг Райнос». 30 ноября 2000 года Майерник был освобождён от должности главного тренера «Колорадо Рэпидз».
15 января 2002 года Майерник был нанят в качестве ассистента главного тренера сборной США Брюса Арены. В 2003—2004 годах он параллельно тренировал сборную США до 23 лет, которая не смогла квалифицироваться на Олимпийские игры 2004.

### Смерть
5 октября 2006 года во время утренней пробежки у Майерника случился сердечный приступ. Через четыре дня, 9 октября 2006 года, Гленн Майерник скончался, так и не придя в сознание.